# End-of-year Internationals 2006
Die End-of-year Internationals 2006 (auch als Autumn Internationals 2006 bezeichnet) waren eine vom 4. bis zum 26. November 2006 stattfindende Serie von internationalen Rugby-Union-Spielen zwischen Mannschaften der ersten und zweiten Stärkeklasse.
Irland absolvierte seine letzten Spiele in der Lansdowne Road vor dem Umbau zum Aviva Stadium.

## Ergebnisse

### Woche 1
| 4. November 2006 14:30 WEZ | Wales                                                                                        | 29 : 29         | Australien                                                                  | Millennium Stadium, Cardiff Zuschauer: 74.158 Schiedsrichter: Steve Walsh (Neuseeland) |
| 4. November 2006 14:30 WEZ | Versuche: S. Williams M. Williams Erhöhungen: Hook (2) Straftritte: S. Jones Henson Hook (3) | (16:17) Bericht | Versuche: Shepherd Giteau Latham Erhöhungen: Giteau (3) Straftritte: Giteau | Millennium Stadium, Cardiff Zuschauer: 74.158 Schiedsrichter: Steve Walsh (Neuseeland) |

| 5. November 2006 15:30 WEZ | England                                                             | 20 : 41        | Neuseeland                                                                                        | Twickenham Stadium, London Zuschauer: 82.076 Schiedsrichter: Joël Jutge (Frankreich) |
| 5. November 2006 15:30 WEZ | Versuche: Noon Cohen Perry Erhöhungen: Hodgson Straftritte: Hodgson | (5:28) Bericht | Versuche: Mauger Rokocoko Hayman Erhöhungen: Carter Straftritte: Carter (3) Dropgoals: Carter (5) | Twickenham Stadium, London Zuschauer: 82.076 Schiedsrichter: Joël Jutge (Frankreich) |

### Woche 2
| 11. November 2006 14:30 WEZ | England                                                                 | 18 : 25        | Argentinien                                                                           | Twickenham Stadium, London Zuschauer: 74.027 Schiedsrichter: Kelvin Deaker (Neuseeland) |
| 11. November 2006 14:30 WEZ | Versuche: Sackey Balshaw Erhöhungen: Hodgson Straftritte: Hodgson Flood | (10:9) Bericht | Versuche: Todeschini Erhöhungen: Todeschini Straftritte: Contepomi (2) Todeschini (4) | Twickenham Stadium, London Zuschauer: 74.027 Schiedsrichter: Kelvin Deaker (Neuseeland) |

| 11. November 2006 14:30 WEZ | Wales                                                                                     | 38 : 20        | Pacific Islanders                                                 | Millennium Stadium, Cardiff Zuschauer: 50.769 Schiedsrichter: Wayne Barnes (England) |
| 11. November 2006 14:30 WEZ | Versuche: M. Jones Hook Morgan Byrne Sweeney Erhöhungen: Sweeney (5) Straftritte: Sweeney | (31:5) Bericht | Versuche: Vaʻa Mapusua Ratuvou Erhöhungen: Pisi Straftritte: Pisi | Millennium Stadium, Cardiff Zuschauer: 50.769 Schiedsrichter: Wayne Barnes (England) |

| 11. November 2006 14:30 WEZ | Schottland                                                                                           | 48 : 6         | Rumänien                | Murrayfield Stadium, Edinburgh Zuschauer: 12.128 Schiedsrichter: Matt Goddard (Australien) |
| 11. November 2006 14:30 WEZ | Versuche: Beattie Southwell (2) Dewey Godman Hall Cusiter Erhöhungen: Godman (5) Straftritte: Godman | (20:3) Bericht | Straftritte: Vlaicu (2) | Murrayfield Stadium, Edinburgh Zuschauer: 12.128 Schiedsrichter: Matt Goddard (Australien) |

| 11. November 2006 15:00 MEZ | Italien              | 18 : 25         | Australien                                                                               | Stadio Flaminio, Rom Zuschauer: 22.000 Schiedsrichter: Nigel Owens (Wales) |
| 11. November 2006 15:00 MEZ | Straftritte: Pez (6) | (15:13) Bericht | Versuche: Rogers Shepherdson Mortlock Erhöhungen: Mortlock (2) Straftritte: Mortlock (2) | Stadio Flaminio, Rom Zuschauer: 22.000 Schiedsrichter: Nigel Owens (Wales) |

| 11. November 2006 17:00 WEZ | Irland                                                                                   | 32 : 15        | Südafrika                                                           | Lansdowne Road, Dublin Zuschauer: 41.000 Schiedsrichter: Paul Honiss (Neuseeland) |
| 11. November 2006 17:00 WEZ | Versuche: Trimble D. Wallace Horan Horgan Erhöhungen: O’Gara (3) Straftritte: O’Gara (2) | (22:3) Bericht | Versuche: Steyn Habana Erhöhungen: Pretorius Straftritte: Pretorius | Lansdowne Road, Dublin Zuschauer: 41.000 Schiedsrichter: Paul Honiss (Neuseeland) |

| 11. November 2006 21:00 MEZ | Frankreich       | 3 : 47         | Neuseeland                                                                                                  | Stade de Gerland, Lyon Zuschauer: 42.393 Schiedsrichter: Stuart Dickinson (Australien) |
| 11. November 2006 21:00 MEZ | Dropgoals: Fritz | (3:23) Bericht | Versuche: Sivivatu (2) McCaw Carter Smith Rokocoko McAlister Erhöhungen: Carter (3) Straftritte: Carter (2) | Stade de Gerland, Lyon Zuschauer: 42.393 Schiedsrichter: Stuart Dickinson (Australien) |

### Woche 3
| 17. November 2006 19:30 WEZ | Wales | 61 : 26         | Kanada                                                                                        | Millennium Stadium, Cardiff Zuschauer: 74.022 Schiedsrichter: Tony Spreadbury (England) |
| 17. November 2006 19:30 WEZ | Versuche: G. Thomas S. Williams Rees Strafversuch Peel J. Thomas (2) Sweeney Shanklin Erhöhungen: Hook (8) | (28:12) Bericht | Versuche: Pletch Pyke Erhöhungen: Pritchard (2) Straftritte: Pritchard (3) Dropgoals: Daypuck | Millennium Stadium, Cardiff Zuschauer: 74.022 Schiedsrichter: Tony Spreadbury (England) |

| 18. November 2006 14:30 WEZ | England                                                                      | 23 : 21        | Südafrika                                                                          | Twickenham Stadium, London Zuschauer: 81.512 Schiedsrichter: Steve Walsh (Neuseeland) |
| 18. November 2006 14:30 WEZ | Versuche: Cueto Vickery Erhöhungen: Goode (2) Straftritte: Hodgson (2) Goode | (6:13) Bericht | Versuche: James Ndungane Erhöhungen: James Straftritte: James (2) Dropgoals: Steyn | Twickenham Stadium, London Zuschauer: 81.512 Schiedsrichter: Steve Walsh (Neuseeland) |

| 18. November 2006 14:30 WEZ | Schottland | 34 : 22        | Pacific Islanders                                       | Murrayfield Stadium, Edinburgh Zuschauer: 19.000 Schiedsrichter: Bryce Lawrence (Neuseeland) |
| 18. November 2006 14:30 WEZ | Versuche: Di Rollo Callam Brown Henderson Erhöhungen: Parks Paterson (3) Straftritte: Paterson Dropgoals: Di Rollo | (31:5) Bericht | Versuche: Caucaunibuca Ratuvou (2) Leo Erhöhungen: Pisi | Murrayfield Stadium, Edinburgh Zuschauer: 19.000 Schiedsrichter: Bryce Lawrence (Neuseeland) |

| 18. November 2006 15:00 MEZ | Italien                                                                 | 16 : 23       | Argentinien                                                                           | Stadio Flaminio, Rom Zuschauer: 17.000 Schiedsrichter: Craig Joubert (Südafrika) |
| 18. November 2006 15:00 MEZ | Versuche: Stanojevic Erhöhungen: Bortolussi Straftritte: Bortolussi (3) | (9:3) Bericht | Versuche: Todeschini Avramovic Erhöhungen: Todeschini (2) Straftritte: Todeschini (3) | Stadio Flaminio, Rom Zuschauer: 17.000 Schiedsrichter: Craig Joubert (Südafrika) |

| 18. November 2006 21:00 MEZ | Frankreich                              | 11 : 23        | Neuseeland                                                             | Stade de France, Saint-Denis Zuschauer: 82.000 Schiedsrichter: Chris White (England) |
| 18. November 2006 21:00 MEZ | Versuche: Heymans Straftritte: Yachvili | (5:16) Bericht | Versuche: Rokocoko Nonu Erhöhungen: Carter (2) Straftritte: Carter (3) | Stade de France, Saint-Denis Zuschauer: 82.000 Schiedsrichter: Chris White (England) |

| 19. November 2006 16:00 WEZ | Irland                                                             | 21 : 6         | Australien               | Lansdowne Road, Dublin Zuschauer: 43.000 Schiedsrichter: Marius Jonker (Südafrika) |
| 19. November 2006 16:00 WEZ | Versuche: Hickie Murphy Erhöhungen: O’Gara Straftritte: O’Gara (3) | (15:3) Bericht | Erhöhungen: Mortlock (2) | Lansdowne Road, Dublin Zuschauer: 43.000 Schiedsrichter: Marius Jonker (Südafrika) |

### Woche 4
| 25. November 2006 14:30 WEZ | England                                | 14 : 25         | Südafrika                                                                                         | Twickenham Stadium, London Zuschauer: 82.000 Schiedsrichter: Alain Rolland (Irland) |
| 25. November 2006 14:30 WEZ | Versuche: Cueto Straftritte: Goode (3) | (14:16) Bericht | Versuche: van der Linde Erhöhungen: Pretorius Straftritte: Pretorius (2) Dropgoals: Pretorius (4) | Twickenham Stadium, London Zuschauer: 82.000 Schiedsrichter: Alain Rolland (Irland) |

| 25. November 2006 14:30 WEZ | Schottland                                                          | 15 : 44         | Australien                                                                                    | Murrayfield Stadium, Edinburgh Zuschauer: 64.120 Schiedsrichter: Donal Courtney (Irland) |
| 25. November 2006 14:30 WEZ | Versuche: Webster Lamont Erhöhungen: Paterson Straftritte: Paterson | (10:16) Bericht | Versuche: Larkham Gerrard (2) Moore Latham Erhöhungen: Mortlock (5) Straftritte: Mortlock (3) | Murrayfield Stadium, Edinburgh Zuschauer: 64.120 Schiedsrichter: Donal Courtney (Irland) |

| 25. November 2006 14:30 MEZ | Italien | 41 : 6         | Kanada                 | Stadio Pordenone, Fontanafredda Schiedsrichter: Marius Jonker (Südafrika) |
| 25. November 2006 14:30 MEZ | Versuche: Bortolami Stanojevic (2) Zanni Castrogiovanni Erhöhungen: Bortolussi (5) Straftritte: Bortolussi (2) | (13:6) Bericht | Straftritte: Monro (2) | Stadio Pordenone, Fontanafredda Schiedsrichter: Marius Jonker (Südafrika) |

| 25. November 2006 15:00 MEZ | Frankreich                                                                      | 27 : 26        | Argentinien                                                                                   | Stade de France, Saint-Denis Schiedsrichter: Alan Lewis (Irland) |
| 25. November 2006 15:00 MEZ | Versuche: Dominici (2) Fritz Erhöhungen: Yachvili (3) Straftritte: Yachvili (2) | (27:9) Bericht | Versuche: Longo Hernández Erhöhungen: Contepomi (2) Straftritte: Todeschini (2) Contepomi (2) | Stade de France, Saint-Denis Schiedsrichter: Alan Lewis (Irland) |

| 25. November 2006 17:00 WEZ | Wales                                                        | 10 : 45        | Neuseeland                                                                                             | Millennium Stadium, Cardiff Zuschauer: 75.000 Schiedsrichter: Dave Pearson (England) |
| 25. November 2006 17:00 WEZ | Versuche: M. Williams Erhöhungen: Hook Straftritte: S. Jones | (3:28) Bericht | Versuche: McAlister Sivivatu (3) Strafversuch Erhöhungen: Carter (2) Evans (2) Straftritte: Carter (4) | Millennium Stadium, Cardiff Zuschauer: 75.000 Schiedsrichter: Dave Pearson (England) |

| 26. November 2006 14:45 WEZ | Irland | 61 : 17         | Pacific Islanders                              | Lansdowne Road, Dublin Schiedsrichter: Christophe Berdos (Frankreich) |
| 26. November 2006 14:45 WEZ | Versuche: Hickie Wallace O’Kelly Easterby (2) Horgan Best O’Connell Erhöhungen: Wallace (6) Straftritte: Wallace (3) | (30:12) Bericht | Versuche: Rabeni Faʻatau Pisi Erhöhungen: Pisi | Lansdowne Road, Dublin Schiedsrichter: Christophe Berdos (Frankreich) |